# Demetrios I Poliorketes
Demetrios Poliorketes (tiếng Hy Lạp: Δημήτριος Πολιορκητής, Latin hóa: Demetrius Poliorcetes; * 337 TCN; † 283 TCN tại Apameia) là một vị tướng của Macedonia, và là vị quốc vương Diadochi của nhà Antigonos, cầm quyền từ năm 294 TCN đến 288 TCN.
Demetrios là một trong những tên tuổi nổi bật nhất trong cuộc chiến Diadochi đầy biến động nổ ra năm 323 TCN bởi các tướng của Alexandros Đại đế sau khi ông qua đời. Tuy không phải là tướng của Alexandros, nhưng Demetrios vẫn được tính là một trong những người kế thừa của Alexandros (Diadochi), bởi vì ông mất trước Lysimachos, Ptolemaios và Seleukos. Demetrios đứng ra giữa các đối thủ cạnh tranh của mình bằng nhiều cách. Ông đã giao tranh ở cả châu Á lẫn ở châu Âu, chinh phục Athena và thắng hai lần ở Salamis. Đồng thời ông thất bại trong cuộc vây hãm Đại Rhodes và phần lớn chịu trách nhiệm về thất bại trong trận Ipsus năm 301 TCN. Ông sở hữu hạm đội tàu chiến cũng quân đội lớn nhất, và đã cho đóng những chiến thuyền cũng như vũ khí vây hãm mạnh nhất thời bấy giờ. Ông thường được gọi là "Người vây thành" (Poliorketes), điều này nêu rõ khả năng quân sự của ông qua những trận bao vây cũng như chiếm đóng thành phố của mình. Ngoài ra, ông còn được gọi là "Vị cứu tinh" (Soter) bởi người Athena sau khi giải phóng thành phố khỏi sự cai trị của Kassandros và Ptolemaios.
Cùng với người cha là Antigonos I Monophthalmos, Demetrios trở thành Diadochus đầu tiên trở thành vua, khi ông xung vương hiệu vào năm 306 TCN, và tuyên bố là người thừa kế duy nhất của Alexanderos Đại đế. Lớn lên ở châu Á, ông bị ảnh hưởng khá nhiều từ văn hóa phương đông, điều đó được phản ảnh qua những gì mà ông đã làm tại thủ đô của nên dân chủ Athena, với những công sự được xây dựng hay được rất nhiều người sùng bái. Vì vậy, bản thân ông là một trong những đại diện đầu tiên của một kiểu cai trị mới, đánh dấu thời kỳ Hy Lạp hóa. Với tư cách là vua của Makedonia, nơi mà ông đã đem về dưới sự kiểm soát của mình trong nhiều năm, tuy cuối cùng ông không đạt được mục địch là thiết lập một nên cai trị ổn định lên đất nước, nhưng điều đó đã được con trai của ông thực hiện.

## Xuất thân và thiếu thời
Demetrios là con trai của một tướng cấp cao của Makedonia là Antigonos Monophthalmos ("người một mắt") và người vợ Stratonice. Ông có người em trai Philippos, người mà sau này trở thành tướng. Triết gia và người viết tiểu sử Hy Lạp hàng thế kỷ sau Plutarchus suy đoán rằng Demetrios thực chất là một người cháu của Antigonos. Antigonos có một người anh trai có tên là Demetrios và có một con trai cũng có tên như mình, và đã được Antigonos nhận nuôi sau khi một con trai của ông chết sớm.
Antigonos là thành viên của một dòng họ có thế lực đến từ Elimiotis ở cõi tây Makedonia, ông là một trong những đại thần thân cận nhất của Philippos II của Macedonia. Demetrios được sinh ra khoảng vào năm 336 TCN, vào năm mà vua Philippos II trở thành nạn nhân của một vụ ám sát. Cha ông sau đó đã tham gia vào chiến dịch chinh phạt Ba Tư của vua Alexandros III Megas và ông được Alexanros phong làm thống đốc Phrygia, Lykia và Pamphylia (ngày nay nằm ở miền tây Thổ Nhĩ Kỳ) sau trận Granicus năm 334 TCN. Với trách nhiệm này, Antigonos kiểm soát các tuyến đường cung cấp chính từ châu Âu đến châu Á. Kể từ đó, không còn gì về thời thơ ấu của Demetrios được biết, có thể là ông đã lớn lên tại Celaenae, nơi cư trú của cha mình ở châu Á.
Sau cái chết của Alexandros tại Babylon năm 323 TCN thì Antigonos trở thành một trong những đối thủ lớn nhất của nhiếp chính Perdikkas và Antiogonos sau đó đã liên minh với Antipatros và Ptolemaios trong cuộc chiến tranh Diadochi lần thứ nhất để chống lại Perdikkas. Sau khi Perdikkas bị ám sát năm 320 TCN, Antigonos trở thành người gặt hái nhiều thắng lợi nhất từ hội nghị Triparadeisos diễn ra sau đó. Ông được nhiếp chính mới, Antipatros, bổ nhiệm làm Tổng tư lệnh của quân đội ở châu Á và đóng ở tổng trấn của ông. Sự thân mật giữa Antipatros và Antigonos được củng cố thêm sau đó bằng tình thông gia, khi Demetrios kết hôn với Phila, con gái của Antipatros và Witwe của Krateros.

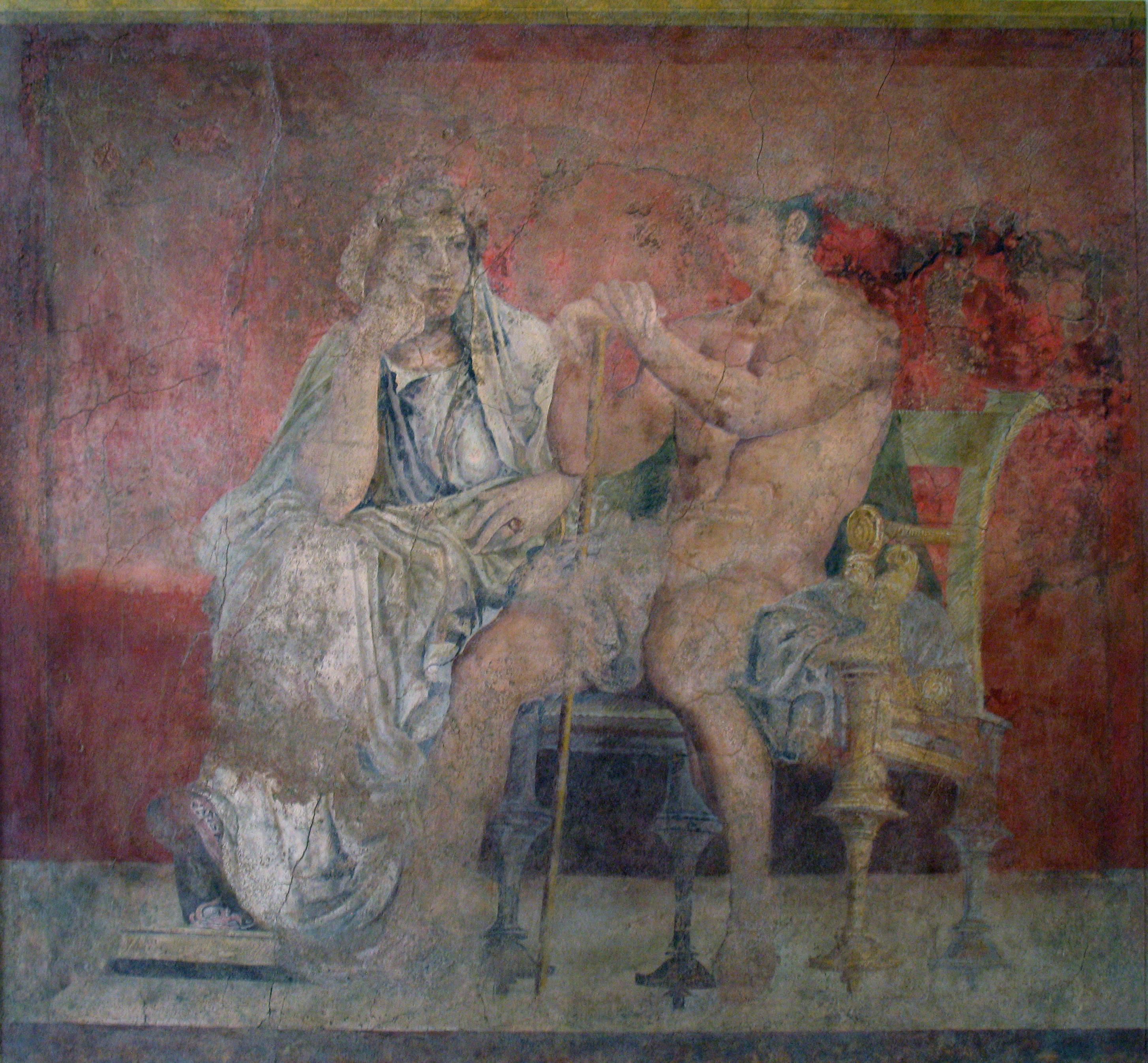
Tranh bích họa trên tường ở Pompeii được cho là đang mô tả Demetrios I cùng mẹ của ông làm Lanassa. khoảng năm 50-40 TCN.

Trong khi Antigonus đang giao tranh với Eumenes của Kardia thuộc đảng Perdiccas, thì cuộc chiến Diadochi lần thứ hai nổ ra sau cái chết của Antipatros. Nhân vật chính lần này là con trai của Antipatros, Kassandros, người bị từ chối kế nhiệm Polyperchon để làm nhiếp chính. Antigonos liên kết với Kassandros, sau khi Polyperchon đã phá hỏng chiến lược châu Á của ông và liên minh với Eumenes. Cuộc chiến kết thúc vào năm 316 TCN với chiến thắng của Antigonos trước Eumenes trong trận Gabiene trong khi Kassandros đánh bại Polyperchon ở châu Âu.
Lúc bấy giờ, Antigonos đang đứng trên đỉnh cao quyền lực. Ông thống trị giải đất từ eo biển Hellespont (ở phía tây Thổ Nhĩ Kỳ ngày nay) tới sông Ấn. Từ vị trí này, ông được quân đội của mình tôn lên làm nhiếp chính mới của đế quốc vào năm 316 TCN để chống lại Kassandros, điều này đã khiến cuộc chiến Diadochi thứ ba nổ ra, khi mà Kassandros ngay lập tức liên minh với Ptolemaios và Seleukos chống lại ông. Trong cuộc bao vây thành Týros năm 314 TCN, Antigonos tuyên bố giải phóng các thành bang Hy Lạp với mục đích là dùng họ như là đồng minh hỗ trợ để đánh bại Kassandros.

## Sự nghiệp
Năm 22 tuổi, ông được cha để lại ở Syria để phòng thủ chống lại Ptolemaios, con trai của Lagus. Ông bị đánh bại hoàn toàn tại trận Gaza nhưng sớm lấy lại danh tiếng của mình bằng chiến thắng tại khu vực lân cận của Myus. Trong mùa xuân của 310, ông đã bị đánh bại khi cố gắng đuổi Seleukos I Nikator khỏi Babylon. Cha của ông đã bị đánh bại vào mùa thu. Với kết quả của chiến tranh Babylon, Antigonos đã mất 2 phần 3 đế chế của mình: tất cả các phó vương phía đông đã thuộc về Seleukos.
Sau một số chiến dịch chống lại Ptolemaios ở vùng bờ biển của Cilicia và Síp, Demetrios đã dẫn hạm đội gồm 250 tàu tới Athena. Ông giải phóng thành phố khỏi sự cai trị của Kassandros và Ptolemaios, trục xuất đội quân đồn trú mà đã được đặt dưới quyền của Demetrios của Phalerum, vây hãm và chiếm Munychia (307 TCN). Sau những chiến thắng trên ông đã được người Athena tôn sùng như một vị thần bảo trợ với danh hiệu Soter (σωτήρ) ("Người bảo vệ").

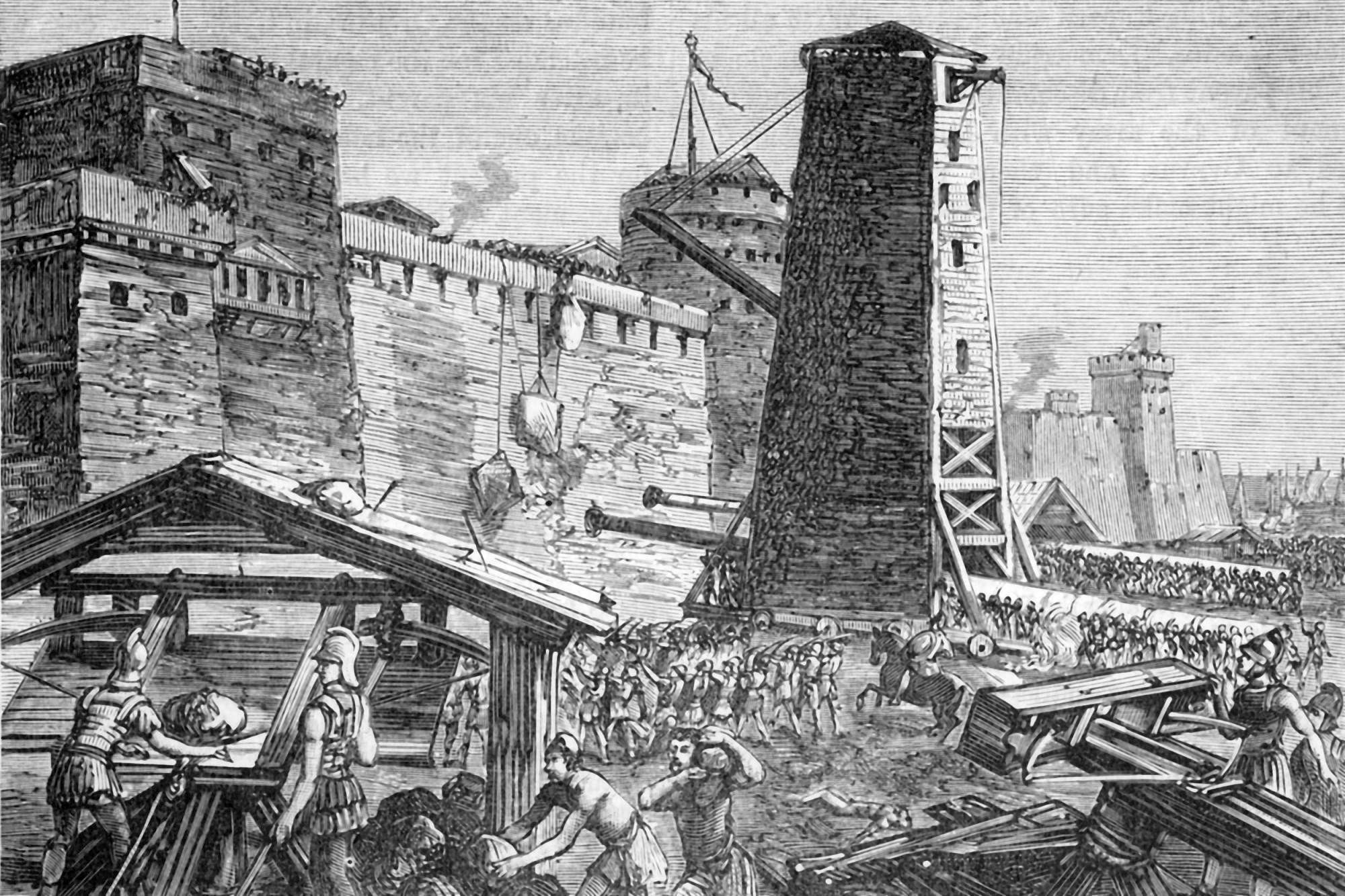
Trận công hãm Rhodes (305-304 BC) của Demetrios.

Trong chiến dịch năm 306 TCN chống lại Ptolemaios, ông đánh bại anh trai của Ptolemaios là Menelaus, trong trận thủy chiến Salamis hủy hoại toàn bộ hạm đội của Ai Cập.Demetrius chinh phục Cyprus năm 306 trước Công nguyên, bắt giữ một trong những con trai của Ptolemaios. [1] Sau chiến thắng Antigonus lấy tước hiệu của nhà vua và cũng ban cho con trai mình Demetrius. Năm 305 TCN, bây giờ mang tước hiệu của nhà vua ban được cha mình ban cho, ông cố gắng để trừng phạt người Rhode vì đã rời bỏ ông. Trong số những sáng tạo của ông gồm có một thiết bị công phá cửa liên hồi dài 180 feet (55 m), đòi hỏi 1000 người lính để vận hành nó, và một tòa tháp bao vây có tên là "Helepolis" (hoặc "Kẻ đánh chiếm các thành phố") mà cao 125 feet (38 m) và rộng 60 feet (18 m), trọng lượng 360.000 cân Anh.
Vào năm 302 TCN, với tư cách là người giải phóng, ông trở lại Hy Lạp lần thứ hai và phục hồi Liên minh Corinth. Thế nhưng, sự phóng túng va lãng phí của ông đã làm nhân dân Athena quay sang ủng hộ triều đình vua Kassandros. Trong số các sự xỉ nhục của ông là việc ông tỏ lòng yêu một chàng trai trẻ tuổi tên là Democles Đẹp Trai. Nhưng chàng thanh niên vẫn cứ không hề yêu ông, rồi đến một ngày thấy chàng giấu mình trong phòng tắm. Nhận thấy có thời cơ trong khi không có ai ở đây, vua Demetrios I bỗng nhiên nhào ra tán tỉnh. Không có ai giúp đỡ và cũng không có cách gì để có thể chống lại nhà vua, chàng đã lấy nắp ra khỏi vạc nước nóng và nhảy vào đó. Chàng đã tự sát nhằm bảo vệ danh dự cho bản thân và đất nước của mình.
Ông cũng đánh thức sự ghen tị của các Diadochi khác của Alexandros; Seleukos, Kassandros và Lysimachos thống nhất để tiêu diệt ông và cha mình. Các đội quân thù địch gặp nhau tại Ipsus ở Phrygia (301 TCN). Antigonos đã bị giết chết, và Demetrios, sau khi chống đỡ với thiệt hại nặng nề, đã rút lui tới Ephesus. Điều này đảo ngược của vận mệnh này khuấy động nhiều kẻ thù chống lại ông, người Athena thậm chí từ chối cho ông vào thành phố của họ. Nhưng ngay sau đó ông tàn phá lãnh thổ của Lysimachos và thực hiện một sự hòa giải với Seleukos, người mà ông đã gả con gái Stratonice của mình cho ông ta. Athen vào thời gian này bị đàn áp bởi sự chuyên chế của Lachares - một nhà lãnh đạo nổi tiếng,người tự mình nắm quyền lực tối cao tại Athen trong năm 296 TCN - nhưng Demetrios, sau khi một phong tỏa kéo dài, chiếm được thành phố (294 TCN) và ân xá cho những người dân cho hành vi sai trái của họ trong năm 301.

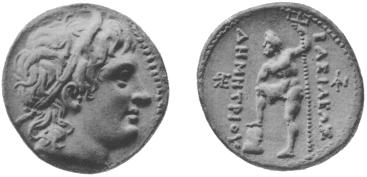
Đồng xu của Demetrios I Poliorketes (337-283 BC). Trên đồng xu có ghi: "ΒΑΣΙΛΕΩΣ ΔΗΜΗΤΡΙΟΥ" ([Tiền xu] của vua Demetrios I)

Trong cùng năm đó ông tự mình trở thành vua của Macedonia bằng việc giết Alexandros V, con trai của Kassandros. Năm 291 TCN ông đã kết hôn với Lanassa, vợ cũ của Pyrros. Nhưng vị trí mới của ông như là vua của Macedonia đã liên tục bị đe dọa bởi Pyrros, người đã lợi dụng sự vắng mặt thường xuyên của ông để tàn phá khả năng phòng vệ của vương quốc ông. Sau một thời gian dài,lực lượng liên minh của Pyrros, Ptolemaios và Lysimachos, cùng với trợ giúp từ sự bất mãn vì những tai tiếng của mình, đã buộc ông phải rời khỏi Macedonia trong năm 288 trước Công nguyên.
Ông đã tiến vào Tiểu Á và tấn công một số tỉnh của Lysimachus với một số thành công. Nạn đói và bệnh dịch hạch đã tàn phá phần lớn quân đội của ông, và ông đã khẩn khoản xin sự ủng hộ và hỗ trợ từ Seleukos. Nhưng trước khi ông tới Syria, tình trạng chiến tranh nổ ra, và sau khi ông đã có được một số lợi thế trước con rể mình, Demetrios đã hoàn toàn bị quân đội của mình từ bỏ trên chiến trường và phải đầu hàng Seleukos.
Antigonos,con trai của ông chấp nhận giao nộp tất cả các tài sản của ông, và ngay cả bản thân mình, để đổi lại tự do của người cha. Nhưng tất cả đã trở nên vô ích, và Demetrios đã chết sau khi bị giam cầm trong ba năm (năm 283 trước Công nguyên). Thi hài của ông đã được trao lại cho Antigonos và được vinh danh với một tang lễ lộng lẫy tại Corinth.
Các hậu duệ của ông tiếp tục làm vua Macedonia cho đến thời Perseus, khi vương quốc này bị La Mã xâm lược năm 168 TCN.

## Gia quyến
- Cha: Antigonos Monophthalmos
- Mẹ: Stratonice
- Vợ:
  - Phila (con gái của Antipatros)
  - Eurydice của Athena[3]
  - Deidamea (em gái Pyrros của Ipiros)
  - Lanassa (vợ cũ Pyrros)
- Con:
  - Gái:
    - Stratonice I (cưới Seleukos I Nikator và Antiokhos I Soter)

  - Trai:
    - Antigonos II Gonatas
    - Demetrios của Cyrene (cưới Olympias của Larissa, sinh hạ Antigonos III Doson)[3]